# 中国人民解放军济南军区善后办公室黄河三角洲综合训练基地
中国人民解放军济南军区善后办公室黄河三角洲综合训练基地，位于山东省东营市。

## 沿革
该基地位于东营市区北部，黄河尾闾，地处东营市河口区、垦利县境内。1959年秋，中国人民解放军济南军区在孤岛地区成立中国人民解放军济南军区孤岛农牧场，由中共孤岛工委、孤岛人民公社、济南军区后勤部三方协议划给土地3万亩，开展种植业、养殖业和收获野生植物，总场下设4个分场、1个直属队，职工400人，生产连队战士400人。1961年4月，中国人民解放军6179部队在济南军区孤岛农牧场附近开办农场，开垦300亩荒地，1963年11月14日该农场撤销，其土地和财产移交给济南军区孤岛农牧场。1963年2月18日，中国人民解放军总后勤部批准济南军区接收沾化县徒骇河农场四分场开办军马场；同年9月该军马场迁址，寄居到济南军区孤岛农牧场。1963年12月1日，济南军区孤岛农牧场合并于军马场，由中国人民解放军总后勤部投资改建成中国人民解放军济南军区军马场，为团级单位，场址在原济南军区孤岛农牧场。军马场建场后，3次圈划草原，3次接收国营农林场土地，累计达到124.75万亩。1964年第一次实际圈划草原面积9.6亩。1966年9月第二次圈划草原面积40万亩（包括原孤岛林场经营的所有土地）。1967年3月接收青坨农场13万亩土地。1968年分别接收黄河农场六分场1.1万亩土地、同兴农场11.05万亩土地。1968年第三次圈划草原面积50万亩。
1974年3月27日，军马场机关迁到黄河新河道以北的现址。1990年11月8日，济南军区决定在军马场的基础上成立中国人民解放军济南军区黄河三角洲地区生产经营开发局，对上仍称“中国人民解放军济南军区军马场”。1992年12月15日，经中央军委批准，济南军区军马场更名为中国人民解放军济南军区黄河三角洲生产基地，为正师级单位，下辖3个团，基地机关设有9个部、室、处、所，并建有6个处级企业和十多个综合直属单位。
2001年，济南军区黄河三角洲生产基地机关设有8个部、室、处、所，下辖3个团、8个处级企业和十多个综合直属单位。全年实现生产总值25610.8万元人民币，利税3724.08万元人民币。同年，该基地调整农业种植结构，将单一粮食生产为主的种植结构调整为适当增加经济作物种植面积。
2014年2月14日，济南军区黄河三角洲综合训练基地命名大会在基地大礼堂举行，该基地由“中国人民解放军济南军区黄河三角洲生产基地”正式更名为“中国人民解放军济南军区黄河三角洲综合训练基地”。
2014年，该基地成立财务结算中心、营房物业开发中心、石油技术服务中心，协调中国人民解放军总后勤部和中华人民共和国农业部领导来基地调研，明确基地为全军现代农业示范园区，基地生产的肉、酒、米、面、瓜果蔬菜等6大类36种农副产品获得中华人民共和国农业部绿色认证。该基地油区工作办公室拓展多元经济并取得成效。该基地协调中船重工719研究所与基地签订战略合作协议。黄河王酒厂启动文化旅游项目，培育新经济增长点。截至2014年该基地已连续3年与驻地政府合作举办黄河三角洲湿地槐花节。2014年，该基地还成立了老龄工作委员会，加强为离退休职工的服务保障工作。2014年新建2幢公寓楼竣工并投入使用，还开展了环境卫生集中整治。
该基地靠近黄河入海口，90%以上的土地含盐量在千分之三以上，树木成活率很低。该基地依托山东省林业科学研究院等科研院所开展研究。2014年，该基地以国家黄河三角洲森林生态系统定位研究站的落成作为契机，开展多个林业科研合作项目，选育出中华柽柳、盐柳等适合当地生长的新树种，试验推广了多树种混交造林模式。该基地将生态建设发展纳入沿海防护林体系建设规划、黄河三角洲林地保护利用整体规划、“林网、路网、水网”绿化等区域总体规划，采用“基地提供土地、土方，地方政府建设、管理”模式，截至2017年先后植树200多万株，建设农田防护林网、水系林网1.5万亩，路域林网36公里。
2015年底，在深化国防和军队改革中，济南军区撤销，该基地转隶济南军区善后办公室，成为中国人民解放军济南军区善后办公室黄河三角洲综合训练基地。

## 历任领导

### 中国人民解放军济南军区军马场
| 场长 | 政治委员 |

### 济南军区黄河三角洲地区生产经营开发局
| 局长 - 刘永香（？—？） | 政治委员 - 甄再远（？—？） |

### 济南军区黄河三角洲生产基地
| 主任 …… - 宋春友（？—？） - 傅玉恩（？—2014年2月） | 政治委员 …… - 李洪军（？—？） |

### 济南军区黄河三角洲综合训练基地
（2015年底后为济南军区善后办公室黄河三角洲综合训练基地）

| 司令员 - 傅玉恩（2014年2月—2014年） - 宋波（2014年—） | 政治委员 - 荣祥熙（2014年2月—） |